# Kamienica Juliusza Ostrowskiego w Warszawie
Kamienica Juliusza Ostrowskiego – 5-piętrowa kamienica znajdująca się w Warszawie przy ul. Marszałkowskiej 4. Ukończona została w 1908, potem nadbudowano ją o piąte piętro. Zastosowano w niej detale w stylu secesyjnym.
Wchodzi w skład zabytkowego założenia urbanistycznego: Osi Stanisławowskiej.

## Historia

### 1906–1945

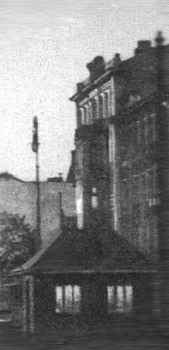
Kamienica Ostrowskiego ok. 1910 (przed nadbudową). Na pierwszym planie widoczna jedna z Rogatek Mokotowskich

Kamienica została wzniesiona w latach 1906–1908 dla Juliusza Ostrowskiego w czasie wzmożonego ruchu budowlanego wzdłuż ulicy Marszałkowskiej aż do placu Unii Lubelskiej – ówczesnej granicy miasta. Kolejnym właścicielem  posesji był Adam Bromke. Po 1914 nieruchomość należała do Kazimierza Jarockiego, który w 1919 sprzedał ją Julianowi i Simie Owczyńskim.
Przed I wojną światową lub w okresie międzywojennym budynek nadbudowano o jedno piętro.
W latach 1931–1932 górne piętro kamienicy było wynajmowane przez Ministerstwo Wyznań Religijnych i Oświecenia Publicznego.

#### Salon Nałkowskiej
Jednym z mieszkańców budynku była pisarka Zofia Nałkowska, która w swoim mieszkaniu przyjmowała licznych znajomych i przyjaciół. Intensywność tego życia towarzyskiego sprawiła, że w końcu musiała uregulować „godziny przyjęć”. W tych okolicznościach powstał nieformalny „salon Nałkowskiej”, w którym gromadzili się: pisarze, artyści, intelektualiści, politycy i inne osoby publiczne. Na początku października 1936 artystka przeniosła się pod adres: Podchorążych 101, spodziewając się tam większego spokoju do pracy twórczej. Wyliczenie w dzienniku gości o znanych nazwiskach, którzy przewinęli się przez jej salon przy Marszałkowskiej, zajęło pisarce prawie dwie strony.
W lokalu tym pomieszkiwał również Bruno Schulz (1934), choć w liście do Zenona Waśniewskiego z 24 marca 1934 artysta poinformował, że planuje zatrzymać się w Warszawie w internacie dla nauczycieli państwowych przy ul. Marszałkowskiej 4, jednakże pod wskazanym przez niego adresem tak naprawdę mieszkała Zofia Nałkowska.

#### Lokal nr 2 w czasie okupacji

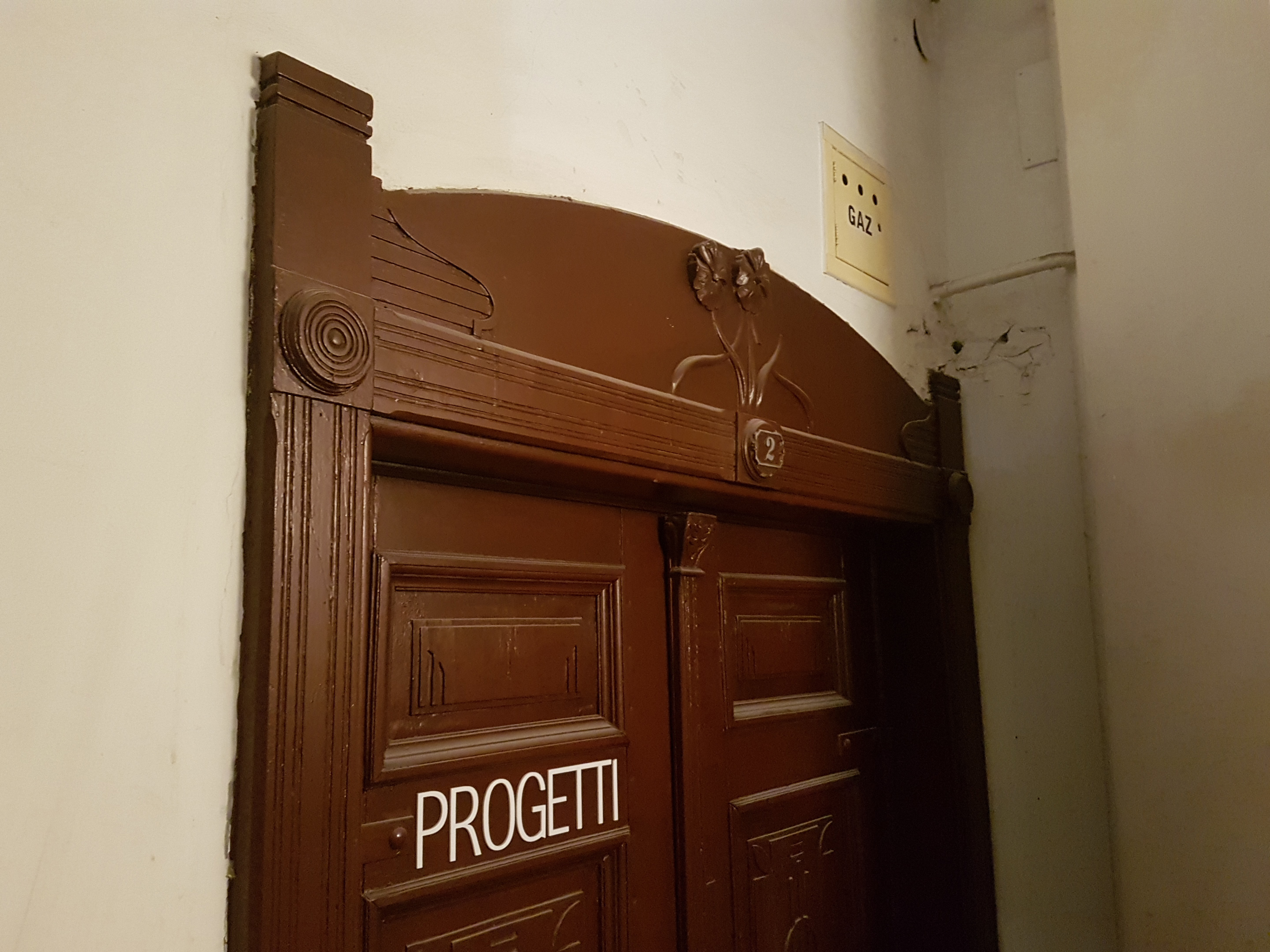
Zachowane detale w drzwiach do lokalu nr 2. Zdjęcie z 2018

Przed II wojną światową na pierwszym piętrze w lokalu nr 2 funkcjonował gabinet lekarski Jana Aleksandra Bauera, gdzie lekarz mieszkał z rodziną. W czasie okupacji niemieckiej ich mieszkanie stało się lokalem konspiracyjnym znanym jako „Kawiarenka” lub „Jak u mamy”, w którym w ciągu dnia pracowali generałowie Michał Karaszewicz-Tokarzewski i Stefan „Grot” Rowecki. W czasie powstania warszawskiego „Kawiarenka” straciła przydatność, gdyż na tym odcinku ulicy Niemcy utrzymali się do końca insurekcji.

### Po 1945
Po wojnie w lokalu nr 8 zamieszkał wraz z matką fotograf Tadeusz Rolke.
1 lipca 1965 założenie urbanistyczne Oś Stanisławowska, do którego przynależy kamienica Juliusza Ostrowskiego, zostało wpisane do rejestru zabytków.
Od stycznia 2007 do września 2012 w lokalu nr 3, na drugim piętrze, mieściła się Czarna Galeria. Właścicielka galerii, Agnieszka Czarnecka, przeprowadziła generalny remont lokalu, odsłaniając w nim sztukaterie pod okiem konserwatora zabytków.
Z czasem kamienica pozbawiona została większości detalu, jednakże 24 lipca 2012 wpisano ją do gminnej ewidencji zabytków m.st. Warszawy.

## Architektura
Budynek jest dwutraktowy, wraz z niemal identycznym domem przy al. Szucha 3 (oraz jednotraktowymi oficynami bocznymi) stanowi układ jednopodwórzowy zamknięty. Po podziale na dwie części do kamienicy Ostrowskiego należy połowa oficyny północnej.

### Fasada

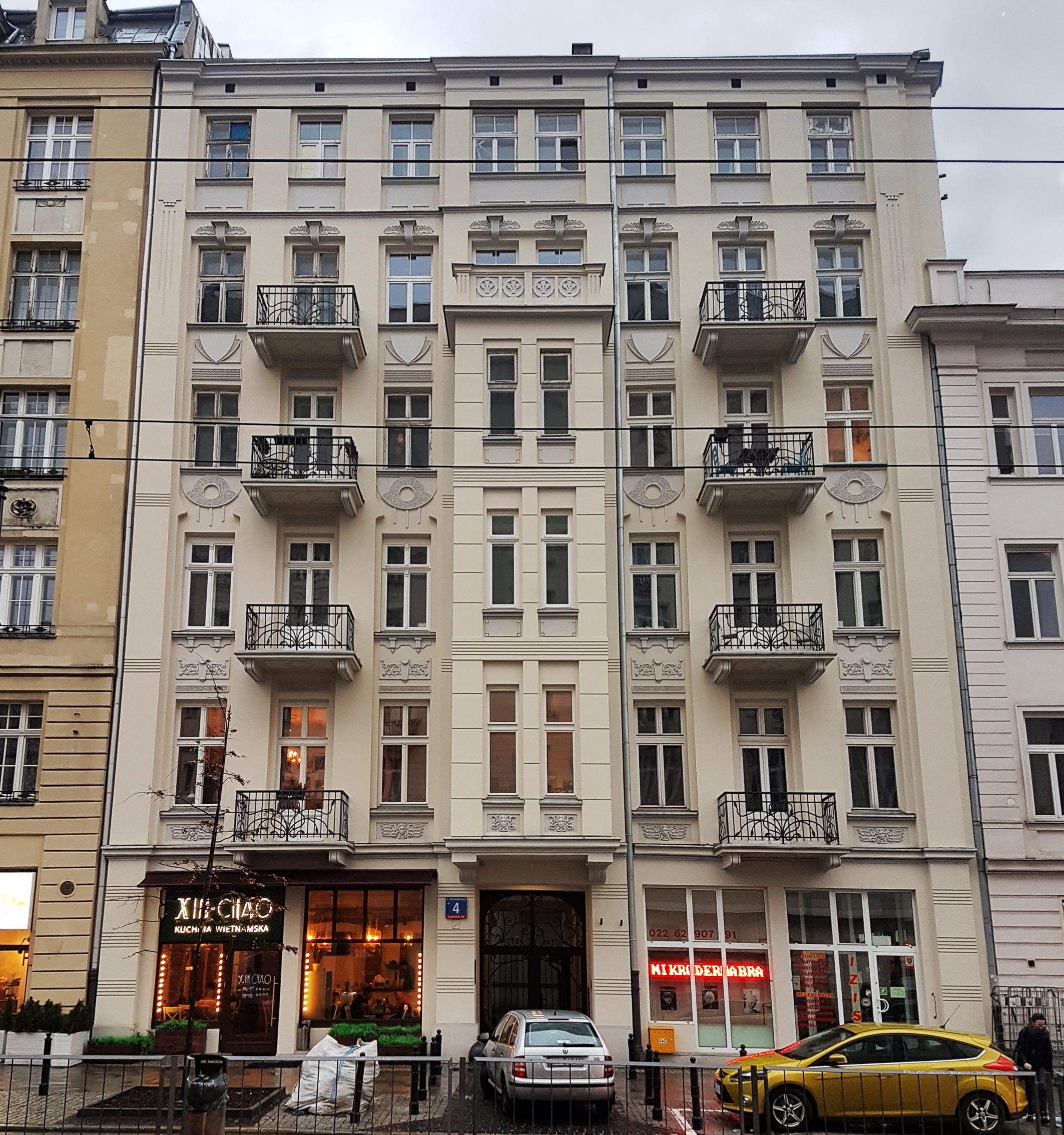
Fasada kamienicy (2018)

Środkowe przęsła 7-przęsłowej i 8-osiowej fasady pomiędzy pierwszym a trzecim piętrem podkreśla prostokątny wykusz, który tworzą pary wąskich okien jednoskrzydłowych w ścianie czołowej oraz po jednym takim oknie w ścianach bocznych na każdej kondygnacji. Wystający przed lico elewacji fragment budynku kończy murowana balustrada tarasu czwartego piętra z parą okien dwuskrzydłowych, powielonych również na wyższej kondygnacji. Oba piętra na tej osi akcentuje delikatny ryzalit.
Pozostałe osie powyżej parteru tworzą tego samego typu pojedyncze okna dwuskrzydłowe i są rozczłonkowane lizenami (oddzielnymi dla ostatniego piętra). Zarówno parter jak i kondygnację górną oddzielają od pozostałej części elewacji wąskie gzymsy kordonowe. Skrajne lizeny fasady są szersze i „lekko gierują słabo profilowany gzyms główny”. Balkony znajdują się na drugiej i szóstej osi pięter z wyjątkiem ostatniego. Ich metalowe balustrady z motywem uproszczonych giętych pędów roślin są jedynymi secesyjnymi elementami elewacji. Część parterową tworzą 4 prostokątne witryny oraz w tym samym kształcie otwór przejazdu bramnego, usytuowany pośrodku bezpośrednio pod wykuszem.
W południowej ścianie szczytowej przy fasadzie widnieją inicjały: „J.O.”

#### Detale fasady

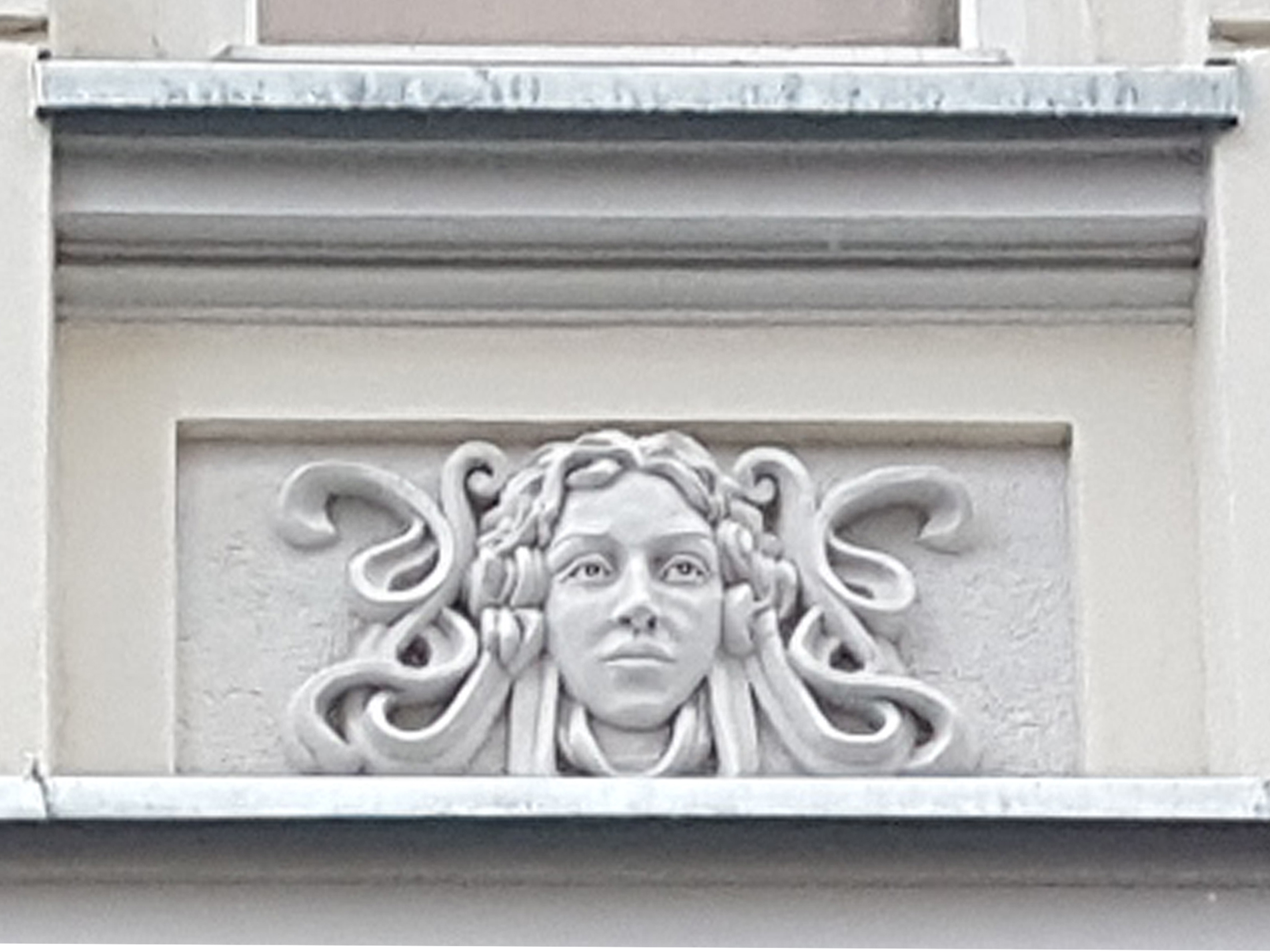
Detal na ścianie czołowej wykuszu na pierwszym piętrze
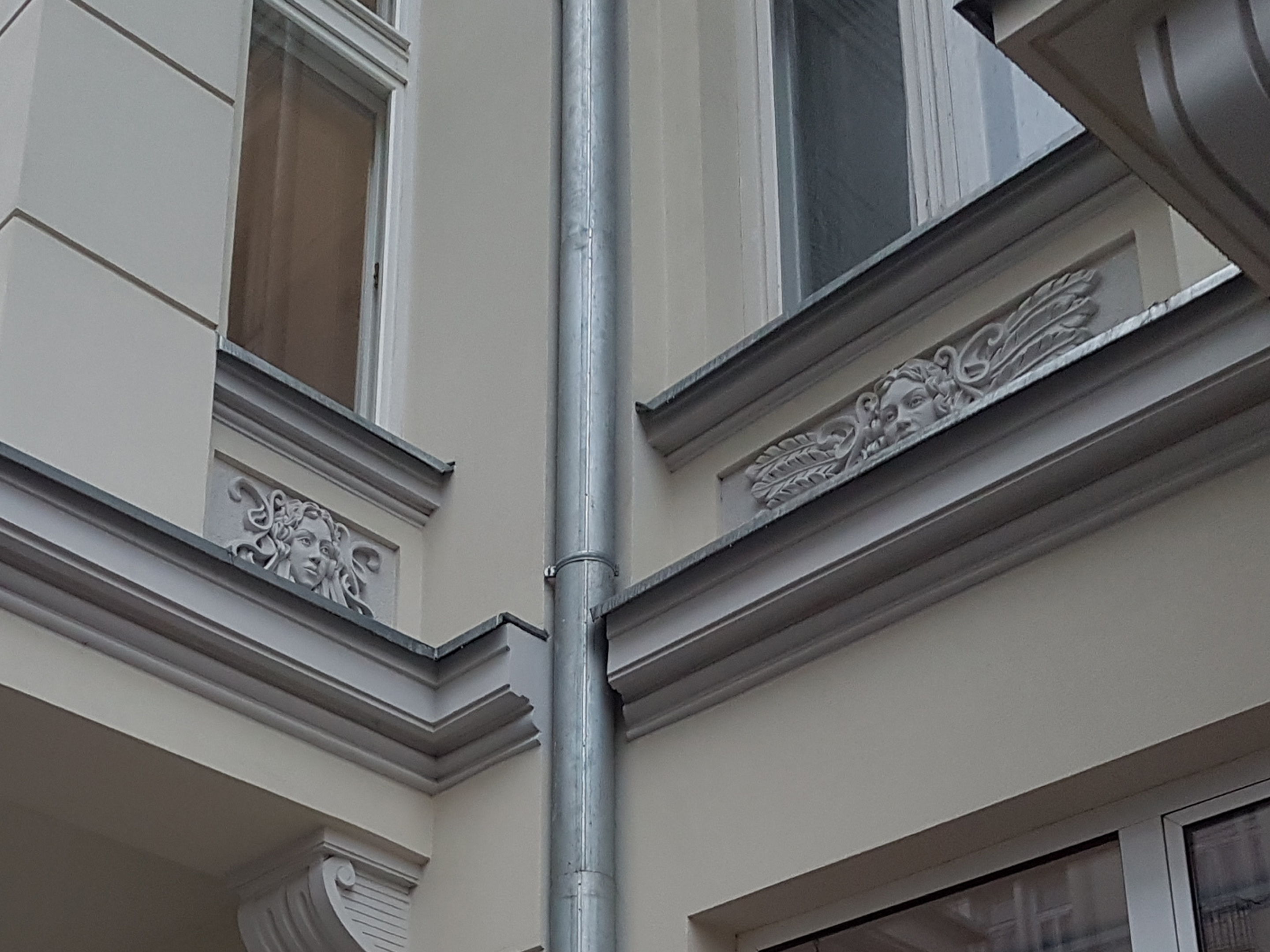
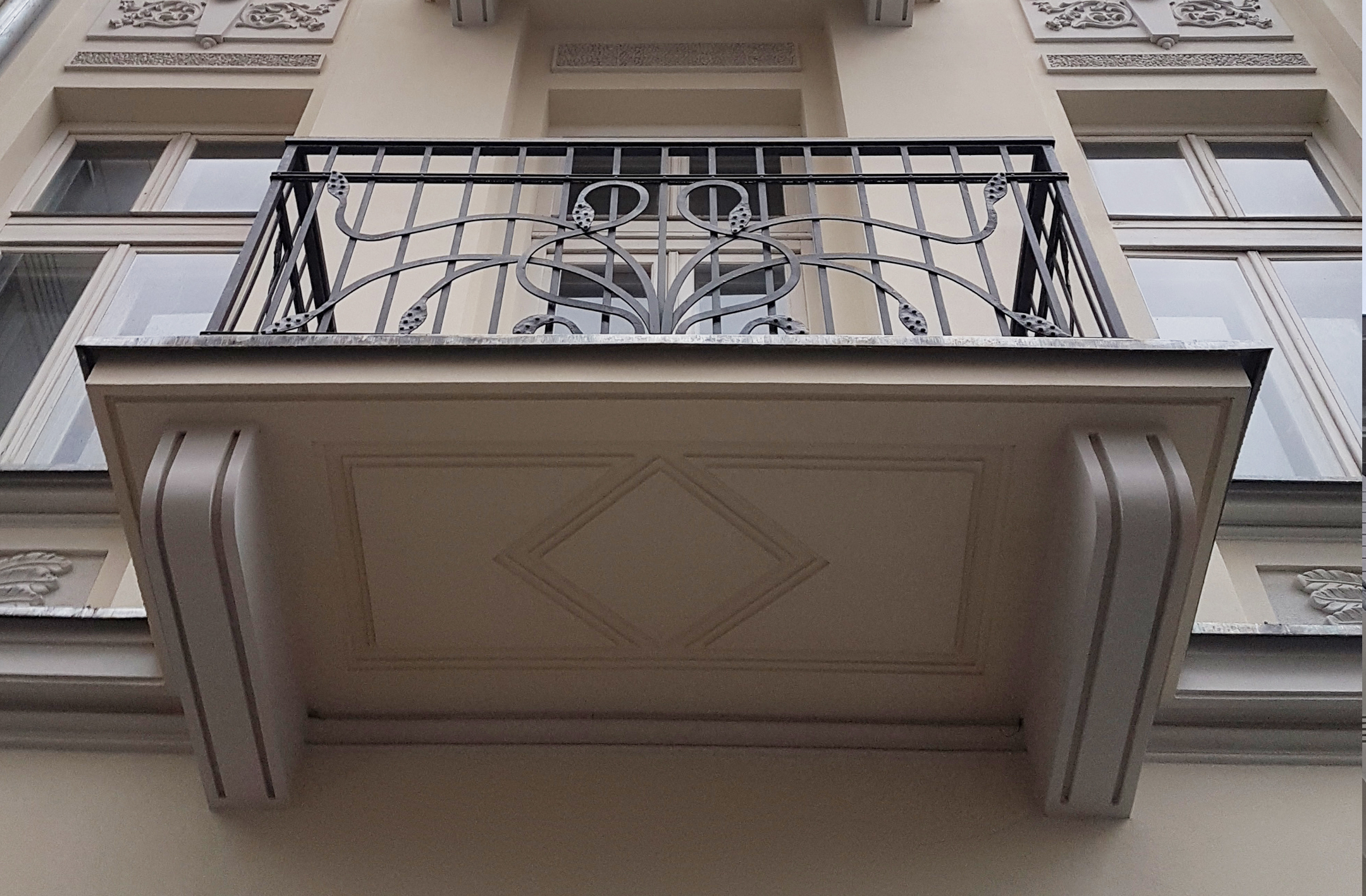

#### Dawne elementy fasady
Na przestrzeni lat kamienica straciła znaczną część detalu. Do brakujących elementów fasady należą m.in. balkony o cementowych ażurowych balustradach na drugiej i szóstej osi pierwszego i drugiego piętra oraz w zwieńczeniu wykusza. Krawędzie ryzalitu były dawniej boniowane, a nad oknami pierwszego i drugiego piętra poprowadzono pięcioliniowe opaski.

### Przejazd bramny
Wlot przejazdu flankują przyścienne szerokie filary, podtrzymujące belkę stropową. Przedsionek urozmaicony jest płycinowymi uskokami ścian bocznych na całej ich wysokości. Wraz z dwoma następnymi przęsłami tworzy przedni trakt przejazdu rozdzielonego belką stropową opartą na dwóch wąskich pilastrach. Przejazd ozdabiają sztukaterie roślinno-geometryczne (na ścianach) oraz żłobienia (na pilastrach). Nad drzwiami dawnej stróżówki znajduje się supraporta.

### Klatka schodowa

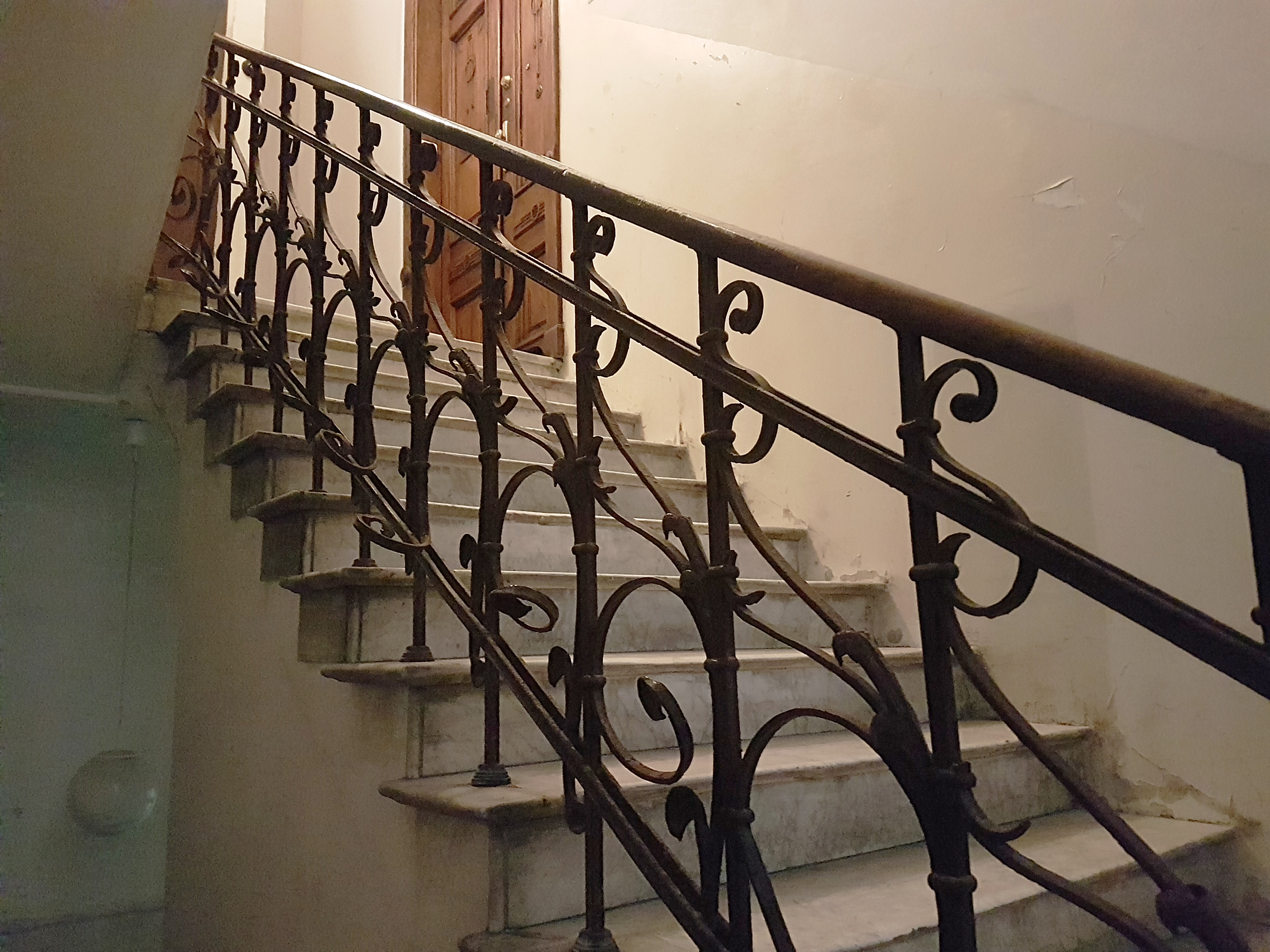
Balustrada w klatce schodowej (2018)

Drzwi do klatki schodowej są dwuskrzydłowe i w górnej partii przeszklone. Po prawej stronie od wejścia do klatki znajduje się powstały w późniejszym okresie szyb windy, a po lewej swój początek mają dwubiegowe schody wykończone beżowym prążkowanym marmurem.
Ceramiczne płytki na posadzce pięter i półpięter (wtórna), ale jedyna zachowana oryginalna znajduje się tylko na parterze.